# Tour de França de 1923
El Tour de França de 1923 fou la dissetena edició del Tour de França i es disputà entre el 24 de juny i el 22 de juliol de 1923, sobre un recorregut de 5.386 km, distribuïts en 15 etapes. La cursa fou guanyada pel francès Henri Pélissier, a una velocitat mitjana de 24,233 km/h, i amb més de mitja hora de diferència respecte al segon classificat, l'italià Ottavio Bottechia, primer italià i no francòfon en vestir el mallot groc en la història del Tour. La victòria de Pélissier fou la primera d'un ciclista francès des que el 1911 Gustave Garrigou guanyés el Tour. Des d'aquell moment s'havien succeït set victòries consecutives de ciclistes belgues. 139 ciclistes van prendre la sortida, dels quals 48 finalitzaren la cursa.

## Canvis respecte a l'edició anterior
Els ciclistes francesos Henri i Francis Pélissier havien abandonat el Tour de França de 1920 després que Henri rebés una penalització per un canvi de pneumàtic. Això va dur a un enfrontament entre ambdós i Henri Desgrange, organitzador del Tour de França, de resultes del qual els germans Pélissier no prengueren part en les edicions de 1921 i 1922. El 1921 Henri Desgrange va escriure al seu diari: "Pélissier no sap patir. Ell mai guanyarà el Tour". Amb tot, Henri Pélissier era el ciclista francès amb més talent de la seva època, i el 1923 havia guanyat totes les carreres importants, excepte el Tour de França. El Tour de França havia estat dominat per ciclistes belgues en les darreres edicions, cosa que no era bona perquè la cursa despertés més interès entre els francesos. Desgrange sabia que si els Pélissier prenien part en el Tour l'interès augmentaria, però no els volia demanar disculpes. És per això que Desgrange va escriure a l'Auto que Henri Pélissier era massa vell per guanyar el Tour de França, i que segurament mai més tornaria a prendre part al Tour de França. Això va esperonar Pélissier a prendre part en el Tour de 1923.
Al Tour de França de 1922 Hector Heusghem va perdre tota possibilitat a guanyar la cursa perquè va rebre una penalització d'una hora per un canvi de peces il·legal a la seva bicicleta. Les normes sobre reparacions de la bicicleta foren modificades el 1923: l'assistència tècnica dels directors d'equip fou permesa. El que encara no era permès era intercanviar peces amb altres ciclistes. Una altra novetat fou la introducció de bonificacions pels vencedors d'etapa, en aquest de dos minuts.

## Participants
En els anys precedents els ciclistes havien estat dividits en dues classes, els que tenien patrocinador i els que no. El 1923 aquest sistema es va canviar, emprant-se tres categories: la "primera categoria", els millors ciclistes, la "segona categoria", ciclistes de menor nivell, però encara patrocinats, i els touriste-routiers, quasi-amateurs. Els patrocinadors, que havien unit forces en els Tours disputats des del final de la Primera Guerra Mundial sota el nom de La Sportive, en aquests moments ja es trobaven en una situació financera prou estable com per tenir els seus propis equips. L'Automoto, patrocinador de l'equip dels germans Pélissier, tenia interessos comercials a Itàlia, per la qual cosa volia tenir ciclistes italians en l'equip. Foren contractats diversos ciclistes italians, però només Ottavio Bottecchia, que havia passat al professionalisme l'any anterior, es va presentar a França. El patrocinador va decidir que el seu pla de màrqueting no podia funcionar amb un sol ciclista italià, per la qual cosa volia que Bottecchia se'n tornés a casa. Amb tot, en el darrer instant, se li va permetre romandre en l'equip.

## Recorregut
El Tour de França de 1923 va utilitzar el mateix format que es venia emprant des de 1910, i que continuaria fins al 1924: quinze etapes amb un recorregut superior als 5.000 km, seguint el perímetre de França amb el sentit contrari a les agulles del rellotge, amb sortida i arribada a París. Respecte a l'edició anterior no es produeix cap modificació en les etapes.

## Desenvolupament de la cursa

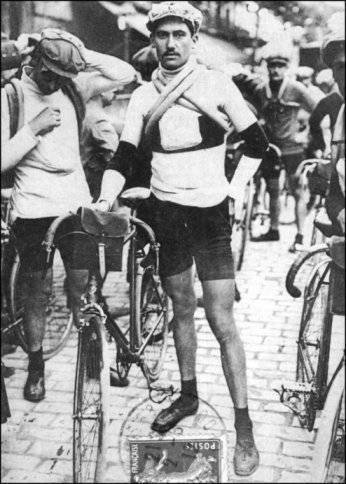
Henri Pélissier, vencedor del Tour de França de 1923, el 1919

La primera etapa fou guanyada per Robert Jacquinot, el qual ja havia guanyat la primera etapa de l'edició anterior del Tour. En la segona etapa Ottavio Bottecchia, en aquell moment encara un ciclista italià poc conegut, aconsegueix la victòria a l'esprint. Bottecchia havia finalitzat en segona posició la primera etapa, i passa a liderar la cursa; va ser el primer italià a vestir-se amb el mallot groc.
En la tercera etapa els germans Pélissier comencen a mostrar el seu bon estat de forma. L'etapa fou guanyada per Henri, amb Francis en segona posició. Bottecchia, amb un pneumàtic desinflat després de 300 quilòmetres d'etapa, va perdre 37 segons en la línia de meta.
En la quarta etapa Henri Pélissier fou sancionat amb dos minuts de penalització per llençar un pneumàtic. Bottecchia tingué diverses punxades i perdé el liderat en favor de Romain Bellenger.
Al pas pels Pirineus, i fins a arribar als Alps, el francès Jean Alavoine fou el veritable dominador de la cursa, en guanyar tres etapes. En la sisena etapa Robert Jacquinot, més conegut com a esprintador, passà en solitari els tres primers ports de muntanya del dia, l'Aubisca, el Tourmalet i l'Aspin. Semblava que guanyaria l'etapa i aconseguiria el liderat, però finalment defallí en l'ascensió al Pèira Sorda, caient de la bicicleta. Alavoine superà Jacquinot i aconseguí la victòria d'etapa, mentre Bottecchia recuperava el liderat. Mentre Alavoine guanyava la seva tercera etapa d'aquesta edició, a Niça, Bottecchia mantenia el liderat de la cursa, amb Alavoine segon i Henri Pélissier tercer, a quasi mitja hora del líder.
En la desena etapa se superaren tres grans colossos alpins: els colls d'Allos, Vars i Izoard. Francis Pélissier va córrer amb un genoll lesionat, però junt amb Lucien Buysse van dinamitar la cursa per ajudar que Henri Pélissier aconseguís el liderat en detriment del seu company d'equip Bottecchia. Tot i que el pas pel coll de Vars va ser neutralitzat, Henri Pélissier va guanyar l'etapa amb un ampli marge sobre Alavoine i Bottecchia, aconseguint el liderat de la cursa. La veterania de Pélissier el va ajudar, ja que va veure a Bottecchia corrent amb una relació de marxes inadequada per a les grans ascensions del dia. Per canviar-les Bottecchia hauria hagut de desmuntar la seva bicicleta, per la qual cosa Pélissier va marxar a tota velocitat, sense que Bottecchia pogués seguir-lo. En l'onzena etapa els germans Pélissier deixaren enrere tots els altres ciclistes, i sols Bellenger perdé menys de 10 minuts. Alavoine hagué d'abandonar per culpa d'un accident, cosa que situà a Bottecchia en segona posició. A partir d'aquest punt totes les etapes que quedaven eren planes, cosa que feia difícil que cap ciclista pogués recuperar els gairebé 30 minuts que Pélissier tenia d'avantatge sobre l'immediat perseguidor, el seu company d'equip Bottecchia.

## Resultats

### Etapes
| Etapa | Data         | Recorregut                   | Km  | Vencedor d'etapa         | Líder de la general      |
| ----- | ------------ | ---------------------------- | --- | ------------------------ | ------------------------ |
| 1a    | 24 de juny   | París - Le Havre             | 381 | Robert Jacquinot (FRA)   | Robert Jacquinot (FRA)   |
| 2a    | 26 de juny   | Le Havre - Cherbourg         | 371 | Ottavio Bottecchia (ITA) | Ottavio Bottecchia (ITA) |
| 3a    | 28 de juny   | Cherbourg - Brest            | 405 | Henri Pélissier (FRA)    | Ottavio Bottecchia (ITA) |
| 4a    | 30 de juny   | Brest - Les Sables d'Olonne  | 412 | Albert Dejonghe (BEL)    | Romain Bellenger (FRA)   |
| 5a    | 2 de juliol  | Les Sables d'Olonne - Baiona | 482 | Robert Jacquinot (FRA)   | Romain Bellenger (FRA)   |
| 6a    | 4 de juliol  | Baiona - Luishon             | 326 | Jean Alavoine (FRA)      | Ottavio Bottecchia (ITA) |
| 7a    | 6 de juliol  | Luishon - Perpinyà           | 323 | Jean Alavoine (FRA)      | Ottavio Bottecchia (ITA) |
| 8a    | 8 de juliol  | Perpinyà - Toló              | 427 | Lucien Buysse (BEL)      | Ottavio Bottecchia (ITA) |
| 9a    | 10 de juliol | Toló - Niça                  | 281 | Jean Alavoine (FRA)      | Ottavio Bottecchia (ITA) |
| 10a   | 12 de juliol | Niça - Briançon              | 275 | Henri Pélissier (FRA)    | Henri Pélissier (FRA)    |
| 11a   | 14 de juliol | Briançon - Ginebra           | 260 | Henri Pélissier (FRA)    | Henri Pélissier (FRA)    |
| 12a   | 16 de juliol | Ginebra - Estrasburg         | 377 | Joseph Muller (FRA)      | Henri Pélissier (FRA)    |
| 13a   | 18 de juliol | Estrasburg - Metz            | 300 | Romain Bellenger (FRA)   | Henri Pélissier (FRA)    |
| 14a   | 20 de juliol | Metz - Dunkerque             | 433 | Félix Goethals (FRA)     | Henri Pélissier (FRA)    |
| 15a   | 22 de juliol | Dunkerque - París            | 343 | Félix Goethals (FRA)     | Henri Pélissier (FRA)    |

### Classificació final
| Classificació General | Classificació General    | Classificació General | Classificació General | Classificació General |
| Pos.                  | Ciclista                 | Categoria             | Equip                 | Temps                 |
| --------------------- | ------------------------ | --------------------- | --------------------- | --------------------- |
| 1                     | Henri Pélissier (FRA)    | 1                     | Automoto              | 222h 15' 30"          |
| 2                     | Ottavio Bottecchia (ITA) | 1                     | Automoto              | + 30 '41"             |
| 3                     | Romain Bellenger (FRA)   | 1                     | Peugeot–Wolber        | + 1h 04 '43"          |
| 4                     | Hector Tiberghien (BEL)  | 1                     | Peugeot–Wolber        | + 1h 29 '16"          |
| 5                     | Arsène Alancourt (FRA)   | 1                     | Armor                 | + 2h 06 '40"          |
| 6                     | Henri Collé (SUI)        | 2                     | Griffon               | + 2h 28 '43"          |
| 7                     | Léon Despontin (BEL)     | 1                     | Peugeot–Wolber        | + 2h 39 '49"          |
| 8                     | Lucien Buysse (BEL)      | 1                     | Automoto              | + 2h 40 '11"          |
| 9                     | Eugène Dhers (FRA)       | 2                     | Armor                 | + 2h 59 '09"          |
| 10                    | Marcel Huot (FRA)        | 1                     | Griffon               | + 3h 16 '56"          |

## A posteriori
La victòria francesa fou bona pel diari organitzador de la cursa, l'Auto, ja que el tiratge del diari va augmentar fins a gairebé mig milió de còpies diàries, mentre l'endemà de la victòria de Pélissier arribà fins al milió d'exemplars.
En acabar la cursa, el vencedor, Henri Pélissier declarà que Bottecchia guanyaria el següent Tour. Aquesta predicció fou certa, ja que Bottecchia guanyà les edicions de 1924 i 1925.